# 공주 공산성 연지
공주 공산성 연지(公州 公山城 蓮池)는 대한민국 충청남도 공주시 금성동 공산성 북쪽에 금강과 영은사 사이에 있는 연못이다. 1982년 12월 31일 충청남도의 기념물 제42호로 지정되었다.

## 개요
이곳은 공산성 북쪽에 금강과 영은사 사이에 있는 연못이다. 공산성에는 우물이 3개 있었다고 전해지나 이곳과 쌍수정 남쪽의 것 2개만 확인되고 있다. 발굴전까지는 흙으로 덮여 있었으나 1982년부터 1983년에 걸친 발굴결과 확인·정리한 것이다. 금강 가까이에서 돌을 쉽게 확보할 수 있는 지형상의 조건을 이용하여 만들었다. 연못의 가장자리가 무너지지 않도록 돌로 층단을 쌓았으며, 수면에 접근할 수 있도록 북쪽과 남쪽에 계단시설을 하였다. 위가 넓고 아래가 좁은 형태이다.

## 참고 자료
- 공주공산성연지 - 국가유산청 국가유산포털